# Sauerstoff-Langzeittherapie

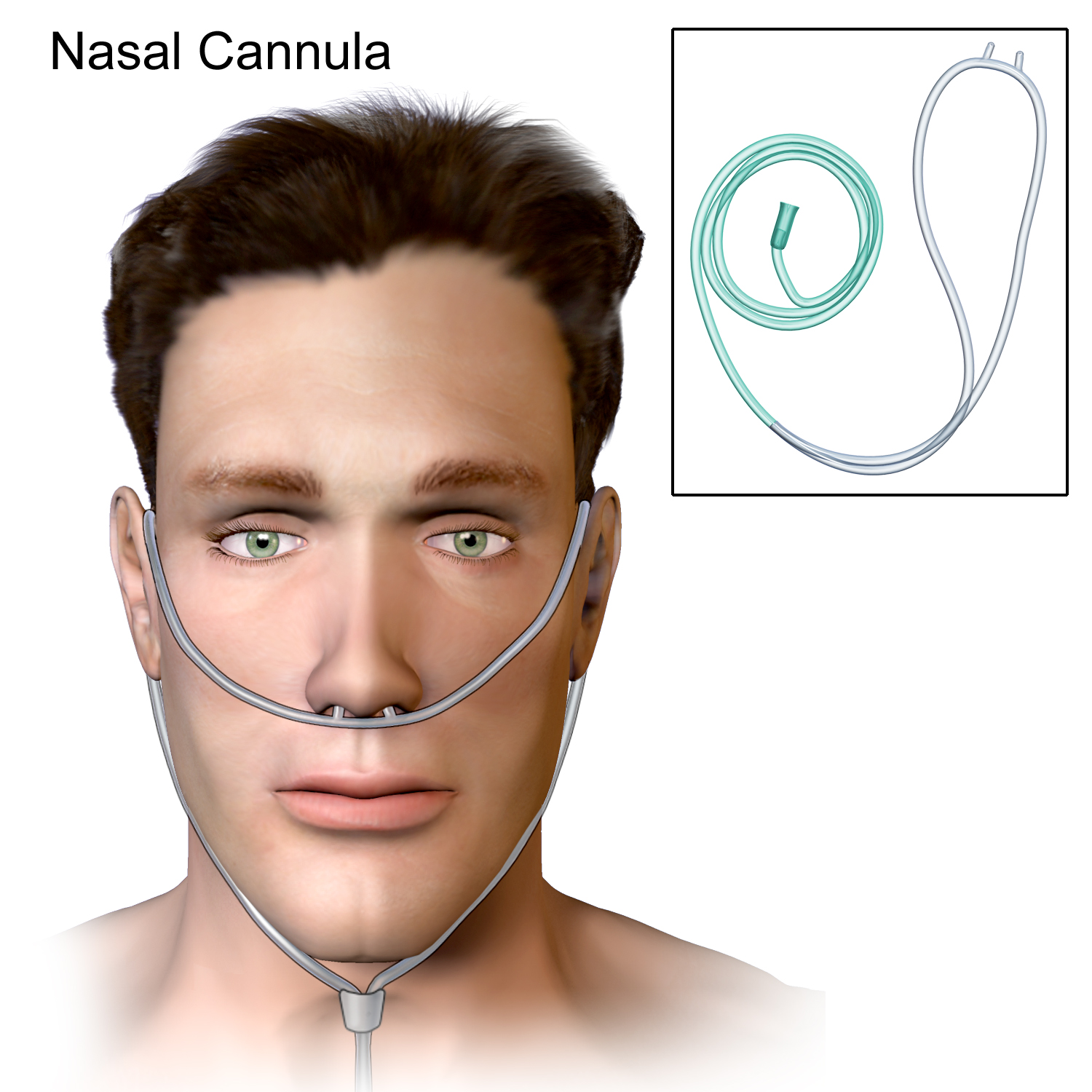
Nasensonde („Sauerstoffbrille“), über die – in Verbindung mit einem Sauerstoffgerät – die Atemluft mit Sauerstoff angereichert wird

Als Sauerstoff-Langzeittherapie (englisch long-term oxygen therapy, kurz LOT oder LTOT) wird in der Medizin die langfristige und täglich mehrstündige Zufuhr von Sauerstoff bezeichnet. Sie wird bei Erkrankungen angewandt, bei denen im arteriellen Blut ein schwerer chronischer Sauerstoffmangel (Hypoxämie) besteht. Die Überlebensdauer und die Lebensqualität der betroffenen Patienten können durch diese Behandlung verbessert werden.

## Ursachen für Sauerstoffmangel
Dem Sauerstoffmangel können zu Grunde liegen:
- Verengung oder Überblähung der Atemwege, beispielsweise durch COPD oder Emphysem
- bindegewebiger Umbau des Lungengewebes (Lungenfibrose)
- wiederkehrende Lungenembolien
- angeborene Lungenkrankheiten mit gestörtem Schleimtransport (Mukoviszidose, Kartagener-Syndrom)
- Blutgefäßleiden in der Lunge (beispielsweise Churg-Strauss-Syndrom)
- Hochdruck im Lungenkreislauf (pulmonale Hypertonie)
- Lähmungen der Atemmuskulatur
- Brustkorb-Einengung, beispielsweise durch Verformung der Rippen oder der Wirbelsäule
- operative Teilentfernung der Lunge
- Herzinsuffizienz, insbesondere bei Herzfehlern

## Folgen eines Sauerstoffmangels
Bei einer schweren Hypoxämie ist die körperliche Leistungsfähigkeit stark eingeschränkt. Die Patienten klagen schon bei geringer Belastung über Atemnot, Schwäche und schnelle Erschöpfung. Neben dem erniedrigten Sauerstoff-Partialdruck (PaO2) bei der Blutgasanalyse finden sich häufig Trommelschlägelfinger mit Uhrglasnägeln. In den Lungenarterien kommt es zu einem verhängnisvollen Hochdruck, der zu einer Verdickung der Blutgefäßwände führt. Dadurch wird in den Lungenbläschen (Alveolen) der Sauerstofftransport von der Atemluft durch die Gefäßmembran hindurch in das Blut zusätzlich verschlechtert: ein Teufelskreis. Eine weitere Folge des Lungenhochdrucks ist eine Überlastung der Muskulatur des rechten Herzens bis hin zum Herzversagen (Rechtsherzinsuffizienz). Als Anpassung an den Sauerstoffmangel versucht der Organismus, etwa wie beim Höhentraining, vermehrt rote Blutkörperchen zu bilden. Dadurch kann es jedoch zu einer Bluteindickung mit Anstieg des Hämatokritwertes (Polyglobulie) kommen, was sich wegen der verschlechterten Fließeigenschaften des Blutes wiederum ungünstig auswirkt.
Die verminderte körperliche Belastungsfähigkeit führt wegen der dauernden Schonung zu einem Muskelabbau und schränkt dadurch in einem weiteren Teufelskreis die Belastbarkeit zusätzlich ein.

## Indikation
Bevor eine Sauerstoff-Langzeittherapie eingesetzt wird, müssen die Möglichkeiten der medikamentösen Behandlung ausgeschöpft sein. Außerdem muss bei der Blutgasanalyse der PaO2-Wert mehrfach im kritischen Bereich (unter 55 mm Hg ≈ 7,3 kPa) liegen und muss sich deutlich bessern, wenn der eingeatmeten Luft Sauerstoff zugegeben wird. Bei Polyglobulie durch den Sauerstoffmangel und bei einer pulmonalen Hypertonie mit oder ohne Überlastung der rechten Herzkammer ist eine Sauerstoff-Langzeittherapie schon bei PaO2-Werten unter 60 mm Hg (7,9 kPa) angezeigt.
Eine weitere Voraussetzung für eine Sauerstoff-Langzeittherapie ist, dass eine oxygenatorische respiratorische Insuffizienz (früher Partialinsuffizienz) besteht. Das bedeutet, dass der Kohlenstoffdioxid-Wert (PCO2) im Blut unter 45 mm Hg (5,9 kPa) liegen soll.
Ist der PCO2-Wert im Blut über 44 mm Hg erhöht (Hyperkapnie), spricht man von einer Ventilationsinsuffizienz (früher respiratorische Globalinsuffizienz). Dann sind manchmal schon bei PaO2-Werten unter 70 mm HG (9,3 kPa) zusätzlich Maßnahmen der assistierten Beatmung erforderlich, um die überbeanspruchte Atemmuskulatur zu entlasten.

## Durchführung

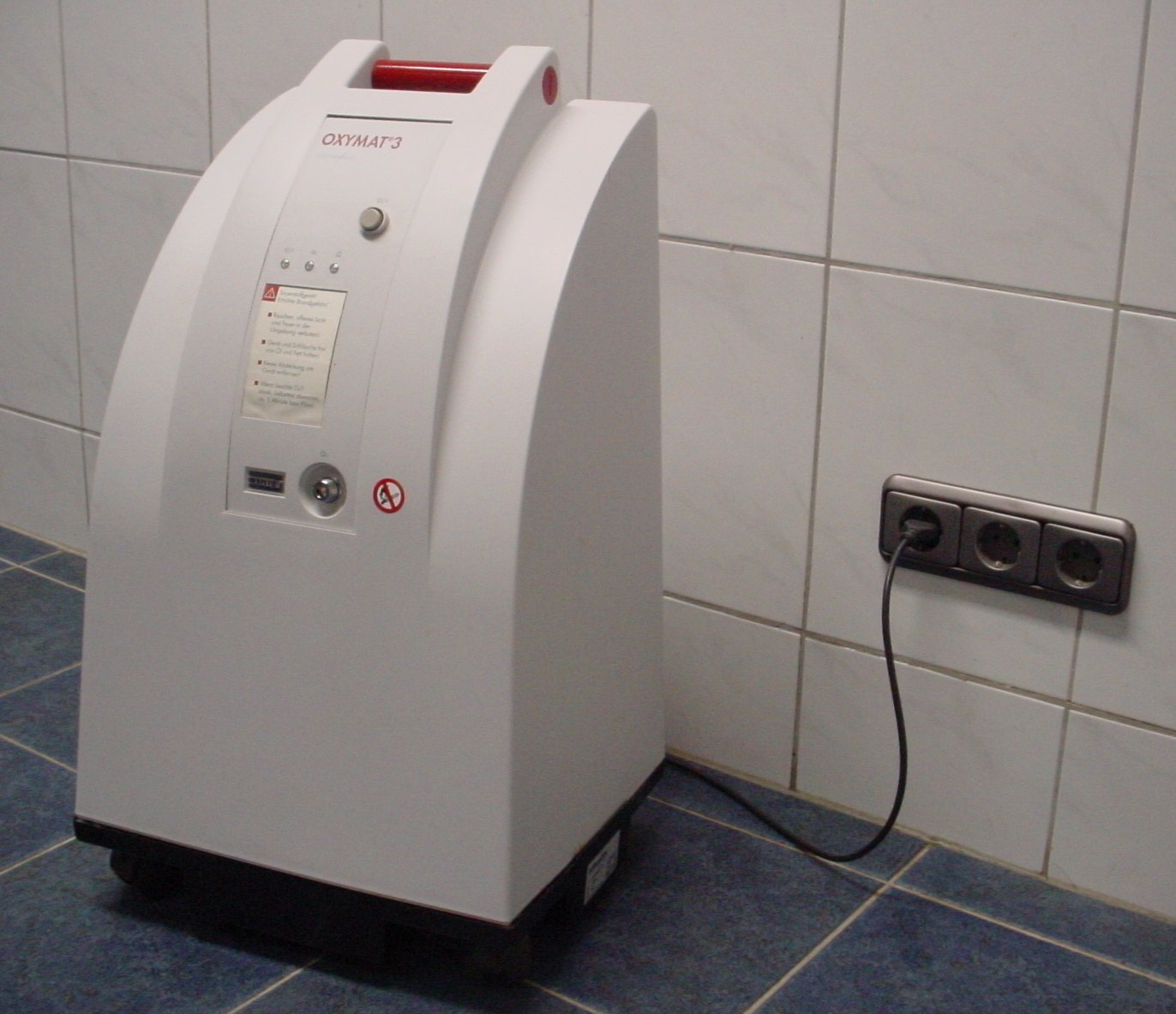
Sauerstoffkonzentrator

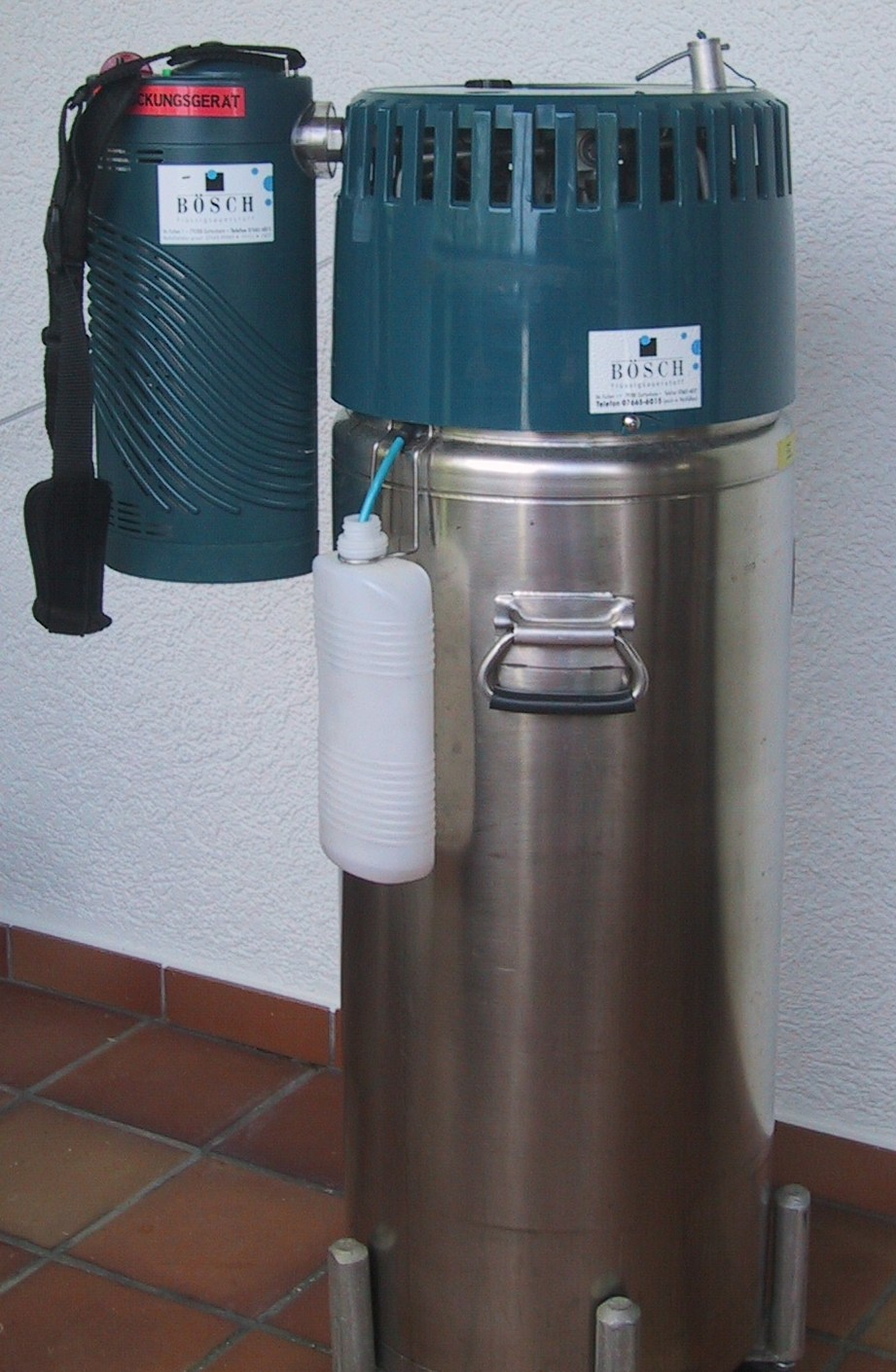
Flüssigsauerstofftank mit Satellit

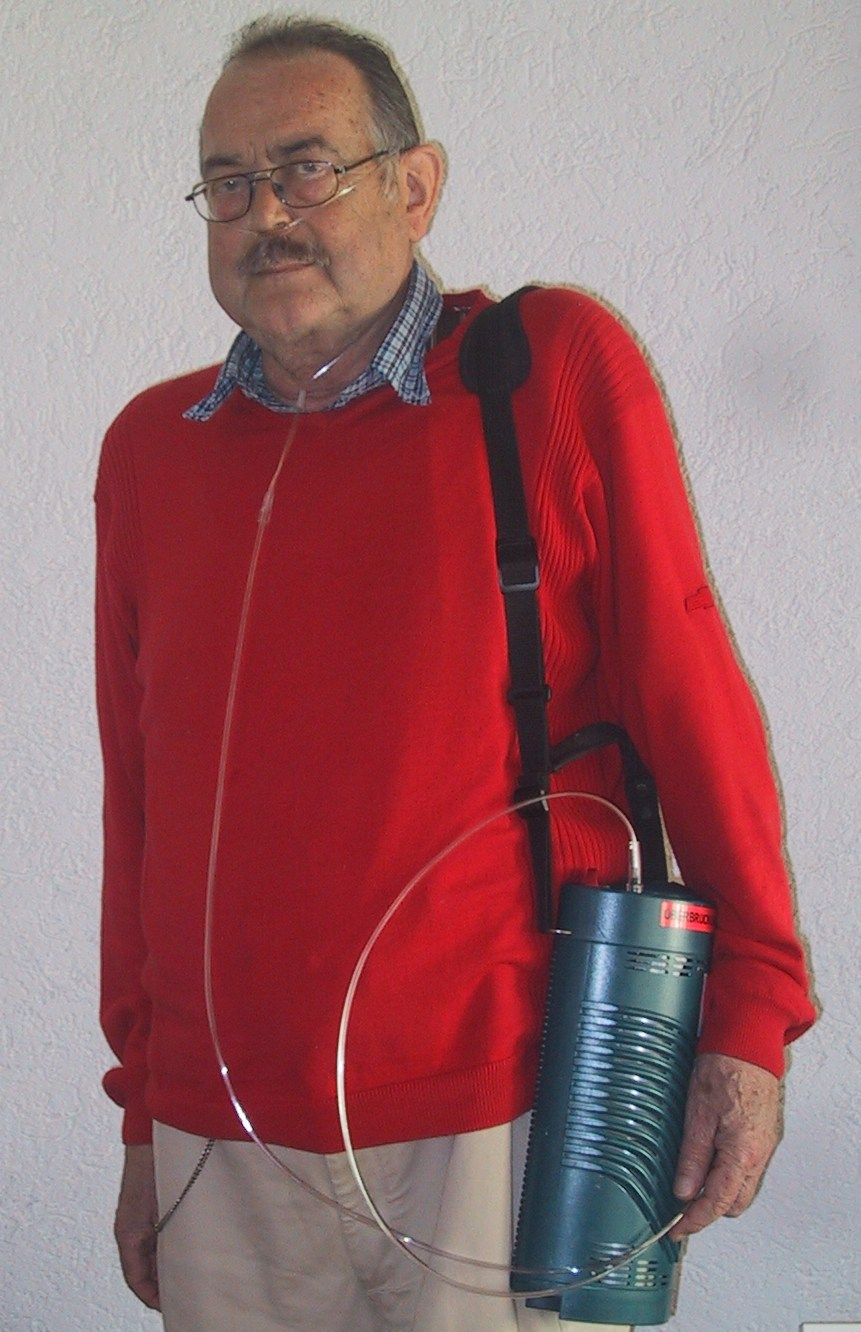
Patient mit Satellit und Nasensonde

Die Sauerstoff-Langzeittherapie wird langfristig durchgeführt und soll täglich mindestens 16 Stunden angewendet werden, auch über Nacht. Eine kurze Sauerstoffzufuhr, wie beispielsweise in der Notfallmedizin oder als Sauerstoffdusche, kann den erwünschten therapeutischen Erfolg nicht herbeiführen. Bei der Sauerstoff-Langzeittherapie übernehmen die gesetzlichen Krankenkassen die Kosten nur, wenn eine entsprechende Indikation vorliegt.
Der Sauerstoff wird in der Regel über eine Nasenbrille (eine nicht abgedichtete Nasensonde aus Kunststoff) zugeführt, wobei die Menge individuell ermittelt ist. Der PaO2-Wert sollte mit O2-Gabe mindestens 65 mm Hg (8,7 kPa) erreichen. In Sonderfällen kann für die O2-Zufuhr ein Katheter verwendet werden, der durch eine Punktion der Luftröhre von außen eingelegt wird.

### Sauerstoffsysteme
- Eine günstige Möglichkeit der Sauerstoffversorgung bietet ein Sauerstoffkonzentrator, der am häuslichen Stromnetz betrieben werden kann. Dabei wird der Sauerstoff über einen Membranfilter physikalisch aus der Umgebungsluft gesiebt. Für Patienten, die noch mobil sind, gibt es inzwischen mobile kleine akkubetriebene Geräte. Diese können wegen ihrer geringen Leistung jedoch nur impulsweise, d. h. beim Einatmen, Sauerstoff liefern. Der Akku reicht für einige Stunden Betrieb, bevor er wieder aufgeladen werden muss. Etwa seit 2008 gibt es mobile Konzentratoren, die sowohl mit Hausstrom als auch mithilfe der Kfz-Elektrik und zusätzlich mit eingebautem Akku betrieben werden können. Sie können bei Bedarf auf Dauerfluss eingestellt werden, hier ist die Grenze heute (2013) bei max. 3 Liter O2/min. Mit etwa 4–8 kg Gewicht sind sie unterwegs nutzbar. Sie sind mehrheitlich zur Nutzung im Flugzeug zugelassen.
- Flüssigsauerstoffsysteme enthalten tiefgekühlten (minus 183 °C) und in thermoisolierte Tanks abgefüllten Sauerstoff. Sie sind besonders für mobile Patienten geeignet und für solche, deren O2-Wert sich unter Belastung stark verschlechtert oder die einen erhöhten O2-Bedarf (über 4 l/min) haben. Dazu gibt es kleinere, tragbare Geräte (Satelliten), die eine Sauerstoffzufuhr außer Haus oder beim Arbeiten ermöglichen. Ihr Volumen reicht, je nach eingestellter Gasmenge, etwa zwei bis acht Stunden. Sie können vom Patienten selbst am großen Tank nachgefüllt werden (siehe Abbildung).
- Druckgasflaschen, die gelegentlich noch verordnet werden, sind wegen ihres Gewichts wenig geeignet und zudem vergleichsweise teuer, auch wenn sie mit Sauerstoffsparsystemen betrieben werden.
- O-PUR-Sauerstoff-Einwegstahlflaschen und -Aerosoldosen sind extrem teuer und für die Langzeittherapie ungeeignet. Bei einem Bedarf von einem Liter pro Minute reicht eine Aerosoldose für zwei bis acht Minuten. Eine Einwegstahlflasche, die etwa zwei Stunden vorhält, kostete 2008 ca. 60 Euro.

Siehe auch:  Sauerstoffflasche

## Therapeutische Wirkung
Unter der dauerhaften Gabe von Sauerstoff kommt es zur Verbesserung der Leistungsfähigkeit, bisweilen sind sogar fast normale körperliche Betätigungen möglich. Der Abbau der Muskulatur wird dadurch vermieden. Durch Aufbautraining kann die körperliche Leistungsfähigkeit weiter gesteigert werden. Ein eventuell erhöhter Druck in der Lungenschlagader kann sich zurückbilden und dadurch die rechte Herzkammer wieder entlasten. Wenn die Sauerstofftherapie konsequent über mehr als 16 Stunden am Tag durchgeführt wird, kann eine Lebensverlängerung bei den Patienten eintreten, verbunden mit einer verbesserten Lebensqualität.

## Nebenwirkungen
Unerwünschte Wirkung der Sauerstofftherapie ist zunächst ein Austrocknen der Nasenschleimhaut, insbesondere bei Flussraten über zwei Liter pro Minute. Ein vorgeschalteter Befeuchter muss sorgfältig gepflegt werden, da das Wasser darin von Bakterien und Pilzen besiedelt werden kann und dann zur Infektionsquelle wird.
Eine Sauerstoffvergiftung mit Schädigung der Lunge (Lorrain-Smith-Effekt) ist bei den Sauerstoffmengen, die bei der Langzeittherapie angewandt werden, nicht zu befürchten. Nur bei höheren Konzentrationen, beispielsweise bei der Zufuhr von reinem Sauerstoff in geschlossenen Systemen über einen längeren Zeitraum können solche Effekte auftreten.
Bei Patienten mit stärker erhöhten PaCO2-Werten, also solchen mit einer Ventilationsinsuffizienz, besteht bei normalisierten PaO2-Werten anfangs die Gefahr, dass es durch Wegfall des Atemantriebs zur CO2-Narkose und zum Atemstillstand kommen kann. Eine Testphase bei Beginn oder Änderung der Therapie schützt jedoch davor.